# Muzeul de Artă din Târgoviște
Muzeul de Artă din Târgoviște este un muzeu județean din Târgoviște, amplasat în Calea Domnească nr. 185. 

Clădirea
Muzeul de Artă, situat pe Calea Domnească în imediata vecinătate a Muzeului de Istorie și a Curții Domnești, este unul dintre importantele monumente ale orașului de la sfârșitul secolului al XIX-lea. Construită între 1892 - 1894 de antreprenorul italian Giovanni Baltasare Vignosa ca sediu al Prefecturii județului Dâmbovița, clădirea prezintă o decorație clasică cu influențe baroce și o impresionantă pictură interioară. Somptuozitatea picturii este resimțită tot mai mult pe măsură ce se ajunge la etaj și culminează cu decorația „Sălii de Consiliu”. Bogata pictură murală, cu care este decorată Sala de Consiliu, situată central la etajul clădirii, prezintă motive neoclasice, vegetale și florale cu influențe clare ale barocul italian. Deasupra celor cinci căi de acces în sală se întâlnește pictat câte un peisaj cu monumente reprezentative din Târgoviște (Curtea Domnească, Mitropolia nouă) ori împrejurimi așa cum le-a văzut pictorul de origine italiană Giovanni Battista del Basso la 1894 - 1895, o excepție constituind-o prezența, deasupra ușii centrale, a căpriorului ca stemă a județului Dâmbovița. Din anii ’70, după mutarea Prefecturii în noul sediu modern și mult mai mare, aici a funcționat până spre sfârșitul anilor ’80 Secția pentru Adulți a Bibliotecii județene, după care a primit o nouă utilitate aceea de Muzeu de Artă, starea avansată de degradare permițându-i să fie deschis publicului până în 1998. Redeschiderea acestuia a fost posibilă abia în anul 2009 după ample lucrări de consolidare și restaurare.  
Expoziția
Expoziția Muzeului de Artă, modestă ca număr de exponate datorită spațiului restrâns, cuprinde la parterul clădirii, artă veche românească, iar la etaj artă decorativă și pictură de șevalet începând din prima jumătate a secolului al XIX-lea cu „primitivi” ai artei românești și sfârșind cu lucrări din perioada interbelică. Arta veche românească este reprezentată în general de pictura cu subiect religios - realizată pe diferite suporturi - ilustrată aici cu frescă din perioada brâncovenească, dar și cu icoane din secolul al XVIII-lea și chiar mai târzii datate după 1800.  Alături de aceste icoane sunt prezentate, ca o excepție și în același timp ca o evoluție firească a picturii religioase după contactul unor artiști cu mediul academic central-european, icoanele, de mici dimensiuni, realizate de Gheorghe Tattarescu în stil neoclasic, datând din a doua jumătate a secolului al XIX-lea (cca. 1863-1864) prin intermediul cărora se realizează o trecere subtilă de la pictura religioasă la cea de șevalet situată la etaj. Astfel, cu personajele miniaturale de influență occidentală, în interioare destul de sumar prezentate de Tattarescu, deschidem calea vizitatorului spre portretele anonime de boieri. Acestea amintesc, prin costume și chipurile expresive „zugrăvite” schematic, de tradiția tablourilor votive ale diferiților ctitori de biserici.  Lucrările realizate spre sfârșitul secolului al XIX-lea de artiști precum: Nicolae Grigorescu, Sava Henția, George Demetrescu Mirea și Ștefan Vasilescu, vorbesc de stilurile și schimbările care se produceau în plan artistic la nivelul întregii țări. Prima decadă a secolului al XX-lea este prezentată, prin lucrările timpurii, de influență grigoresciană, ale lui Gheorghe Petrașcu și prin portretele academice ale pictorului Ștefan Vasilescu, artiști care din diferite motive au ales să-și lege viața și creația de orașul Târgoviște. Începând cu anii ’20 ai secolului trecut este ilustrată cea mai importantă și frumoasă perioadă a artei românești: copii realizați de Nicolae Tonitza, portrete de doamne din înalta societate prezentate diferit în funcție de percepția artistică a fiecărui artist în parte (a Ceciliei Cuțescu-Storck, Costin Petrescu, Theodor Pallady ori, probabil, Eustațiu Stoenescu) și încheind cu luminozitatea oferită de minunatele peisaje din Balcic ale pictorului Nicolae Dărăscu de dinainte de cea de-a doua conflagrație mondială.  În muzeul pot fi întâlnite tehnici de lucru variate, cu tradiție sau mai noi, de la tempera pe lemn și frescă până la pastel și ulei pe diferite suporturi, dar și culorile specifice fiecărui artist (albastrul și albul lui Petrașcu, griurile calde palladyene, galbenul luminos al lui Tonitza, griurile grigoresciene, albastrul lui Dărăscu, verdele lui Bob Bulgaru etc.) care se regăsesc în operele de artă din expoziția permanentă. Astfel, expoziția pusă în valoare de pictura și arhitectura clădirii cu spații variate monumentale sau intime, invită vizitatorul la meditație la vremurile de demult, îmbie la amintiri și retrăiri ale atmosferei timpurilor apuse prin intermediul lucrărilor prezentate.
Clădirea muzeului a fost declarată monument istoric, având codul DB-II-m-B-17238. 